# Política lingüística del Imperio español
La política lingüística del Imperio Español se refiere a la serie de medidas realizadas por la administración pública de España con respecto a los lenguajes presentes en los distintos dominios del Imperio español.

## Política lingüística con los Habsburgos españoles
Pese a creencias erróneas de la Leyenda negra española denunciando que la política de estado buscó un Genocidio cultural contra las lenguas indígenas, de hecho el imperio español habría buscado su preservación y promoción.

“No parece conveniente forzarlos a abandonar su lengua natural: sólo habrá que disponer de unos maestros para los que quieran aprender voluntariamente nuestra idioma“.
Felipe II de España

Durante la era de la Casa de Austria, la Monarquía Española había promovido que se editen los primeros libros en lenguas indígenas de América y Filipinas, en base a reales edictos que buscaban la preservación de las costumbres regionales de los dominios de ultramar, por lo que se trajeron a dichas regiones sus primeras imprentas. Así, se realizaron manuales de gramática, siendo los primeros referidos al quechua (1560) y al náhuatl (1571), aunque también hubo de aimara (1612), guaraní (1640), mojeño (1699 y 1702), etc. Ello contrastaba con otros imperios coloniales del momento. Como dato curioso, los manuales de gramática de quechua y de náhuatl serían previos a la aparición de los primeros manuales de gramática alemana de 1573 (Teutsch Grammatick oder Sprachkunst de Laurentius Albertus) o de gramática inglesa de 1586 (Pamphlet for Grammar de William Bullokar). También se debe anotar que en esta época los estudios de gramática recién estaban formalizándose con las lenguas vernáculas durante el Renacimiento, dado que el primer libro de gramática de lengua española se había editado en 1492 con Antonio de Nebrija, unos 60 años antes con respecto al quechua.
Esta política indigenista de la Monarquía Hispánica tuvo sus raíces en la tradición de fueros, practicado en la propia España peninsular con las distintas costumbres locales que debían respetarse, provocando que los distintos reinos en la Corona de Castilla, la Corona de Aragón, el Reino de Navarra, etc., mantuvieran practicando sus leyes regionales, y con ello también vivos sus idiomas (como el castellano, aragonés, euskera, catalán, gallego, etc.). Dicho pluralismo jurídico de la metrópoli sería importado por el derecho indiano de los Reinos de Indias, exigiéndose en el Consejo de Indias que se mantuviera la vigencia de las lenguas de los indios como parte de mantener en vigencia el derecho consuetudinario de los indios (siendo además el camino más práctico para consolidar la autoridad española). 
Anterior a una intervención más activa del rey, ya se había estado practicando esta política indigenista entre los conquistadores españoles en los virreinatos, como en la fundación del Colegio de Santa Cruz en 1533 (donde se usaban 3 lenguas de enseñanza: español, náhuatl y latín),o que los documentos de nobles incas en Perú mencionaran que los misioneros españoles ya desde 1536 habían iniciado una labor educativa multilingüe. Todo con consentimiento de la Corona, incrementándose con el desarrollo de Concilios provinciales desarrollando pastorales en lenguas indígenas.

"Sobre la política lingüística hasta 1550 en el Virreinato del Perú, se puede decir que cada orden religiosa se esmeró en la preparación de documentos en quichua para la evangelización y organizó actividades relacionadas con ella. También es importante señalar que en esta primera etapa de evangelización en lenguas indígenas no hubo tanta centralización como ocurrió más tarde, principalmente a partir del III Concilio Limense (1582-1583), el cual tuvo que implementar las disposiciones del Concilio Ecuménico de Trento celebrado entre 1545 y 1563."
Luis Octavio Montaluisa Chasiquiza

La política indigenista se consolidaría cuando las lenguas nativas se volvieran lenguas oficiales de administraciones españolas en América, puesto que previamente, los Reyes Católicos en una ordenanza de 1516, como Carlos I de España en una real cédula de 1550, favorecían la solución de enseñanza de castellano a los indios (aunque nunca prohibiendo la lengua indígena). Por ejemplo, el Real Decreto de 1570 volvería al náhuatl como el idioma oficial de la Nueva España, siguiéndole otros donde el quechua lo era del Virreinato del Perú en un decreto del 23 de septiembre de 1580, el idioma guaraní en la Gobernación del Paraguay, etc. También cuando el Rey Felipe II ordenase en 1580 la construcción de cátedras en lenguas indígenas en las universidades de Lima y México, así como en las ciudades con Real Audiencia. Un precedente de estas se había dado la inauguración de la cátedra en quechua en la Universidad Mayor de San Marcos el 7 de junio de 1579 por el Virrey Francisco Álvarez de Toledo.  A su vez, también coexistía con una política hispanista en la corona que buscaba la aculturación de los indios a las costumbres cristianas e hispanas, en base al deseo de asimilación cultural de la Monarquía para brindar progreso a los indios y que logren ponerse al día con los avances filosóficos de la escolástica.

"A partir de 1550, el gobierno español comenzó a ordenar que los indios de la Nueva España se les enseñara el idioma castellano. Las cédulas reales indicaban que la razón principal para esta medida se debía a la convicción de que las lenguas indígenas no eran suficientemente precisas para “explicar bien y con propiedad los misterios de nuestra Santa Fe Católica” […]. Además del aspecto religioso, durante el siglo XVI se mencionaba otro motivo para promover la castellanización: ayudaría a los indios asimilar la cultura europea, a tomar “nuestra policía y buenas costumbres”
Tanck de Estrada, 1989, pp. 701-702

También sería importante la poderosa influencia de la Iglesia católica, que tanto por razones prácticas y morales consideraba injusto privar a los indígenas de sus idiomas, así como el argumento ante la Monarquía que sería adecuado mantener las lenguas nativas para hacer más fácil la evangelización en América y en Filipinas entre los indios, oponiéndose a quienes argumentaban que dichas lenguas eran inútiles por sus características primitivas (o indeseables por ser de una sociedad pagana, pues eso iba contra el universalismo de la iglesia), mientras ordenaba que las oraciones en latín y el catecismo en español fueran traducidas a la lengua indígena. Entre las órdenes religiosas católicas, la más comprometida en la promoción de las lenguas indígenas fueron, primero la Orden Franciscana (que había llevado a los primeros misioneros españoles a América) que se había puesto del lado de los indígenas frente a intentos de castellanización forzada que iba contra el espíritu evangélico que exigía el contacto y entendimiento del indio, y posteriormente la Orden jesuita (fundada por el vasco San Ignacio de Loyola), donde muchos de sus misioneros provenían del País Vasco, un lugar que era muy sensible por los idiomas locales al ser una minoría étnica en la Península, y que exigían el cumplimiento dogmático del Concilio de Trento que era favorable a las lenguas vernáculas gracias a la Contrarreforma. Algunos de los misioneros destacados por aprender las lenguas nativas fueron el padre Andrés de Olmos, Domingo de Santo Tomás, Domingo Báñez, Fray Bernardino de Sahagún, Jodoco Rique, Alonso de Aragona, entre otros.

“[se ordena que] todos hablen la lengua general del lugar y aprendan la española y usen de ella, de manera que en las dichas lenguas se les pueda enseñar la doctrina cristiana, y ellos la puedan aprender y mejor comunicar con los españoles”
Virrey del Perú, Francisco Álvarez de Toledo, 1575

Durante esta época también se produjeron las primeras obras de estudio sobre las lenguas indígenas gracias a la imprenta. Algunas de las primeras obras tendrían la mala suerte de ser material perdido (como los primeros libros impresos en zapoteco, mixteco, tarasco y huasteco anteriores a 1555).Algunos ejemplos fueron:
- Doctrina christiana breue traduzida en lengua mexicana de Alonso de Molina en 1546 en náhuatl.
- Arte de la lengua mexicana de Alonso de Molina en 1567 en náhuatl.
- Aqui comiença vn vocabulario en la lengua Castellana y Mexicana de Alonso de Molina en 1555 en náhuatl.
- Grammatica o arte de la lengua general de los indios de los reynos del Perú de Domingo de Santo Tomás en 1560 en quechua.
- Doctrina Christiana de Antonio Ricardo en 1585 en quechua y aimara.
- Breve introducción para aprender la lengua guaraní de Alonso de Aragona en 1643 en guaraní.

De entre todas las lenguas indígenas, las más favorecidas habrían sido el quechua y el náhuatl, las cuáles alcanzarían su máxima extensión en tiempos virreinales, superando su expansión geográfica que tuvieron en el Imperio incaico o el Imperio azteca. Incluso su uso llegaría a ser tan grande que llegó a discriminarse a otras lenguas nativas para favorecerlas como lengua franca en sus respectivos virreinatos. Por ejemplo, el virrey Luis de Velasco en Nueva España le propondría en 1558 a Felipe II el desarrollo de un centro de enseñanza del idioma náhuatl en Guadalajara, con el fin de instruir a los hablantes de otros idiomas indígenas (buscando que se convirtiera en una lengua unificadora que necesitaba expandirse). Mientras que el virrey Francisco de Toledo en Perú consideraba que “el verdadero latín para enseñar doctrina a estos indios es saberlo hacer en la lengua de ellos [quechua]” y un informe al rey de 1568 en la Real Audiencia de Quito sugería desarrollar un plan por el que se debía instruir la lengua española y la “lengua del inga” a los hablantes de otras lenguas prequechuas. Todo ello generó que el náhuatl tuviera presencia por toda Centroamérica, y el quechua por Sudamérica.
Aun así, está política indigenista no hizo que se abandonase la política hispanista, pues se continuó con políticas de educar indígenas en español (teniendo éxito relativo entre los nobles indios) y siguieron mandándose ordenanzas, como la de Carlos II de España del 16 de febrero de 1688, en el que se exigía la enseñanza a los indios jóvenes en la lengua castellana, bajo el argumento que eso facilitaba la inteligencia de la fe católica junto a la comunicación con los peninsulares.
Ambas estrategias hispanista e indigenista convivirían, y con el tiempo se desarrolló un bilingüismo o hasta multilingüismo social en la sociedad colonial, en gran medida por las escuelas construidas por el imperio español en América, más que por motivos de presión económica o coacción social.

## Política lingüística con los Borbones españoles
Durante la era de la Casa de Borbón, la política se mantuvo con una tendencia a la inestabilidad. Puesto que por un lado la devoción católica de la Monarquía hacía que mantuvieran el compromiso de respetar las lenguas indígenas por su dignidad humana, mismo respeto a las costumbres regionales que ya estaba dentro del Pacto entre súbdito y rey en las Leyes de Indias. Pero por otro lado, surgieron algunas tentaciones modernistas durante las reformas borbónicas que anhelaban lograr la uniformidad cultural para así establecer la uniformidad jurídica, debido a la defensa borbónica del centralismo en nombre de la eficiencia y la racionalidad que propagaba la Ilustración (de hecho ya se había intentado atacar la soberanía lingüística en la propia España con los Decretos de Nueva Planta, que negaban el reconocimiento de otras lenguas oficiales ajenas al castellano en la administración de un estado unitario). En esto no ayudó que las políticas regalistas de los Borbones los hiciera tener conflictos en los que se confrontaban la soberanía de la Monarquía Española y la Iglesia Católica (defensora de las lenguas indígenas) a la hora de aumentar el poder civil del Rey, puesto que el absolutismo español anhelaba que el clero fuese reducido a funcionarios públicos del Reino e interpretar al patronato regio como algo inherente al derecho del rey con sus súbditos en el clero, mientras que la iglesia defendía la autonomía del fuero eclesiástico y la doctrina de las dos espadas que ponía al poder espiritual de la iglesia por encima del poder temporal de los gobiernos civiles (y que por tanto el patronato fue una concesión del Papa al Rey de España, mientras el clero español obedecía primero al gobierno supranacional del Vaticano y no al gobierno nacional de España), habiendo amenazas de declarar a los reyes españoles de herejes galicanos (o de fundar la monarquía una iglesia nacional español en cisma). 
Aquellas ambivalencias hicieron que en algunas ocasiones los Reyes Borbones buscasen castellanizar a los indígenas, con fundamentos paternalistas en el que de manera sincera se convencieran en el Estado español que se le hacía un favor a los indígenas con hispanizarles y hacer que adopten nuevas costumbres que les iba a traer beneficios (como que se adentren a la literatura española y beban de la intelectualidad europea), mientras que de paso también anhelaban lograrse un ahorro de costos administrativos por los gastos invertidos en educación multilingüe o en traductores para los virreinatos indianos. También se deseaba cortar la dependencia de los americanos a los intérpretes, los problemas de comprensión entre sacerdotes, problemas de calidad en la educación de los indios, hacer más efectivo el cumplimiento de ordenanzas de la Corona, etc.
Los primeros conflictos entre la Monarquía y la Iglesia por la cuestión lingüística se empezaron a mostrar cuando Fernando VI de España ordenó la secularización de la doctrina: los sacerdotes indigenistas serían reemplazados por seculares diocesanos más obedientes al rey. El objetivo era anticlerical, buscando afectar la autonomía del fuero eclesiástico y de paso promover a sacerdotes peninsulares por sobre los frailes americanos (indios, mestizos y criollos) para que el Estado tuviera un mejor control de los asuntos espirituales, en base a que la monarquía buscaba luchar contra la corrupción política de las autoridades americanas que abusaban de sus autonomías.
El intento más serio provendría de Carlos III de España con su despotismo ilustrado, quien, aprovechando la expulsión de los jesuitas de la Monarquía Hispánica de 1767, hizo una intentona para que se ordenase el abandono de las lenguas indígenas en un plazo de 10 años, radicalizándose aún más la política antiindigenista tras la rebelión de Túpac Amaru II en 1780 (por consejo de algunos funcionarios como Lorenzana, que usaron dicha rebelión indígena como un ejemplo de la inconveniencia de mantener a las lenguas nativas, pues aducían que eso generaba más lealtad a su comunidad local que a la corona española). Aquel giro en la política española ocurrió después de que varios consejeros suyos le comentaron de los males del multilingüismo social y le hicieron convencerse que debía ponerle fin, creyendo inocentemente que eso iba a garantizar una mejora de vida en sus súbditos indígenas.
Todo habría empezado porque el Arzobispo de México, Francisco Antonio de Lorenzana y Buitrón, partidario de la Hispanización y en conflicto con el clero en contra, propuso al Rey Carlos III en 1768 para que realizara reformas que pusieran orden a los conflictos internos del clero, mientras argumentaba en una carta pastoral de 1769 los beneficios de una castellanización masiva contra los defectos de conservar las lenguas nativas (la dificultad de predicar la doctrina ante múltiples lenguas, perjudicando la autoridad de la iglesia con los indios y privilegiando a los curas más por ser multilingües que por sus méritos), mientras afirmaba que todos los imperios de la humanidad terminaban imponiendo su lengua y que el indio debía ser liberado de la explotación de depender de los intérpretes y del aislamiento cultural en sus aldeas sin interactuar con los demás pueblos con lenguas diferentes. Finalmente, la influencia de su activismo, Lorenzana llegó a recibir respuesta de Carlos III, quien, también influenciado por el virrey Carlos Francisco de Croix, se dispuso a ordenar la extinción de las lenguas indígenas.

"Deseamos, pues, que las Ovejas entiendan la voz, y silbo común de los pastores, no que éstos se acomoden precisamente a el balido vario de las Ovejas: el Obispo es el primer Párroco, y mayor de todos los Párrocos, y ni entiende, ni puede entender tan diversos Idiomas en su Diócesis (...) El mantener el Idioma de los Indios es capricho de Hombres, cuya fortuna, y ciencia se reduce a hablar aquella Lengua, que también la aprende un Niño; es contagio, que aparta a los Indios de la conversación de los de los Españoles; es peste, que inficiona los Dogmas de Nuestra Santa Fé; es arbitrio perjudicial para separar los Naturales de unos Pueblos de otros por la diversidad de Lenguas; es gasto crecido para los Párrocos, que en su mismo Partido necesitan Ministros de distintos Idiomas; es imposibilidad para el Gobierno de los Obispos, para la división de Curatos, para el premio de los Españoles e Indios decentes honrados bien educados y beneméritos- es poner un Alcalde mayor entre Gentes que ni le entienden ni las entiende como si estuviera en Grecia, o Berbería; es ocultar los errores de los Naturales para aue los Suneriores no les corrijanes dar motivo a que no formen concepto de la Divina i Magestad,' ni de la del Rey"
Antonio de Lorenzana

"YO EL REY dispongo para que en los reynos de las indias, islas adyacentes y de Filipinas, se pongan en práctica y observen los medios que se refieren y ha propuesto el arzobispo de México, a fin de conseguir que se destierren los diferentes idiomas de que se usa en aquellos dominios, y solo se hable el castellano (...) Los indios no quedarían tan expuestos a ser engañados en sus tratos, comercios o pleitos; los Párrocos estarían más uniformes; los colegiales de tantas Comunidades respetuosas de aquellos Dominios, lograrían el premio de sus desvelos, y con la emulación crecería el adelantamiento; y toda la tierra podría gobernarse con más facilidad"
Carlos III, Real Cédula del 16 de Abril de 1770

Así, inicialmente se cumplieron las ordenanzas de manera nominal, en el que se recomendaba aplicarlas con amabilidad y tratar a los indios de una manera amorosa para que ellos por voluntad propia se adhirieran a la política. Quienes más entusiasmo mostraron al proyecto serían los integrantes de una alianza de obispos y funcionarios borbónicos que intentaron cumplir las ordenanzas de construir escuelas de primeras letras castellanizantes entre los pueblos de indios.

"Y que los muy reverendos arzobispos y reverendos obispos concurran a este efecto por sí y por medio de insinuaciones afectuosas a los padres de familia y encarguen a los curas [que] persuadan a sus feligreses con la mayor dulzura y agrado la conveniencia y utilidad de que los niños aprendan el castellano para su mejor instrucción en la doctrina cristiana y trato civil con todas las gentes"
R. C. en Konetzke, 1962a, III/2, p. 501

Pese a ello, se mostró mucha resistencia al acatamiento de la cédula castellanista de 1770, por lo que en 1778 se expediría otra cédula (inspirada en la de 1770) en el cual se reafirmaba a los indios la prohibición sobre “usar de su lengua nativa” en las escuelas y se recalcaba el nombramiento de curas en función de sus méritos y no por ser “lenguaraces”.
Al final, dichas medidas recibirían el trato de "se acata, pero no se cumple", en el que no se negaba la legitimidad de la promulgación de dichas leyes (no desconociéndose la autoridad del Rey), pero si se protestaba contra estas mediante su incumplimiento, puesto que los funcionarios americanos argumentaban la inconveniencia de estas medidas por hostilizar a los indios, conflictuar con los concilios provinciales americanos (que habían acordado respetar las lenguas indígenas en materia religiosa) y contravenir al derecho natural de origen divino en sí mismo. También se afirmaba que eran medidas imprácticas, ya que económicamente era más costoso e irrealista el intento de hacer que aprendieran el español varios millones de indios repartidos por distancias geográficas muy grandes (junto con la deficiente formación de los profesores, que solían ser voluntarios sin paga), en vez de mantener el statu quo con una élite bilingüe e intermediaria con la nobleza indígena y los indios ladinos (los cuales no se quería que se sumasen a nuevas rebeliones con la arenga del Viva el rey, muera el mal gobierno, o de plano buscar la independencia de la Monarquía; aunque hubo un sector significativo de nobles indios favorable a la castellanización). Incluso los criollos terratenientes más hostiles a los indios argumentaban que un indio leído era un indio perdido. Sería un momento de unidad de todas las corporaciones coloniales (con criollos e indios aliados contra los peninsulares más obedientes) en reacción al absolutismo y su impopular proyecto modernizador.

“Alegaron que las providencias recomendadas por el arzobispo contradecían las leyes en vigor y los acuerdos del Concilio de Trento, según los cuales a los aborígenes se les debía enseñar el Evangelio en sus idiomas”
Konetzke, 1979, p. 203

"[estas medidas] no fueron llevadas a cabo, en parte por la repugnancia de los indios para usar el castellano, por la falta de maestros y por la renuencia de la sociedad criolla, después del tumulto de indios de 1692 en la ciudad de México"
Tanck de Estrada., Dorothy, "Tensión en la Torre de Marfil. La Educación en la Segunda Mitad del Siglo XVIII Mexicano", p. 36

Finalmente, en 1782 Carlos III reflexionó sobre sus ordenanzas tras el descontento que provocó la represión contra la rebelión de Tupac Amaru II, junto a la marcha de Lorenzana en el arzobispado de México, y así abandonaría el intento de castellanización forzada de los indios, emitiendo una real cédula donde la castellanización debía hacerse "por los medios mas suaves y sin usar coacción" , ya no mencionando la parte de la erradicación de las lenguas nativas, mientras pediría disculpas a sus súbditos americanos por haber generado problemas.Además, la zarina de Rusia, Catalina la Grande, mostró su apoyo en el renacimiento de la política indigenista en la Monarquía Española, en la búsqueda de los Universales.
Fue así que, pese a las políticas inestables, en el período del Siglo XVIII siguió siendo una constante la necesidad de intérpretes, y el gobierno español siguió manteniendo su apoyo a las “cáthedras de lenguas de indios”, siendo una política que sobrevivió para el siglo XIX, como se registró en 1802. O también el hecho de que los ejércitos realistas en América tenían generales con conocimiento de las lenguas indígenas y hacían propaganda política en dichas lenguas durante las guerras de independencia hispanoamericanas. Todo indicaría que en el fondo se preservó el statu quo de la política lingüística de los Habsburgo y los Borbones renunciaron a sus tentativas uniformadoras en América. Aunque sí se presentó un mayor éxito en la castellanización de los indios, irónicamente se lograría por medio de mandatos locales (que no necesariamente estaban en línea con las cédulas reales), más que por los mandatos provenientes desde la metrópoli.
Pese a esos intentos de algunos funcionarios corruptos de la República de españoles por perjudicar los idiomas indígenas, de hecho sería tras las guerras de independencia hispanoamericanas que las lenguas indígenas en América entrarían en un declive que forzó a que varios indígenas y mestizos se hispanizaran al migrar del campo a la ciudad en el siglo XX, al perder las instituciones virreinales que protegían sus costumbres locales, habiendo debates historiográficos de que tanta influencia pudo tener la política lingüística más inestable de los Borbones en esta decadencia que se consolidó tras el surgimiento de las repúblicas latinoamericanas:

"Hay que decir que con las independencias americanas la presencia del indígena en documentos de archivo, en prensa y en literatura disminuyó completamente, dejaron de estar presentes en la vida cotidiana documentada en los textos, dejaron de ser noticia, y quedan estereotipados en novelas decimonónicas costumbristas, como los ‘Bandidos de Río Frío’, por ejemplo (...) La independencia favoreció la ‘desaparición del mundo indígena’. Cabe hacerse la pregunta de si esa desaparición en los testimonios escritos fue porque estaban integrados o por total marginación"
Concepción Company Company, filóloga

A pesar de la lentitud y de la dificultad con la que se aplicaban las medidas de Carlos III y gracias a la indiferencia de la élite criolla hacia el problema lingüístico indígena de América, la castellanización fue poco a poco ganando terreno. Con el paso del tiempo, a pesar de la voluntad eclesiástica y misionera de continuar utilizando las lenguas indígenas, en la práctica se fue imponiendo cada vez más el español, de modo que ya en la época de la Independencia los gobiernos liberales, que buscaban una educación igualitaria, pudieron implantar, de manera definitiva, una educación en español para toda la población. Los distintos gobiernos que se sucedieron en adelante, durante más de un siglo, se desentendieron del problema lingüístico de los indígenas, a pesar de que lo indio empezaba a considerarse como una de las bases de la nacionalidad. No fue sino hasta muy entrado el siglo xx, cuando el estado mexicano, a fines de los años treinta, durante el gobierno de Lázaro Cárdenas, volvió los ojos de nuevo hacia los indios al intentar que se les diera a los niños indígenas el derecho elemental de ser alfabetizados en su propia lengua materna
Beatriz Garza Cuarón, lingüista